# Розино (област Пловдив)
 За другото българско село вижте Розино (Област Хасково).  
Рòзино е село в Южна България, община Карлово, област Пловдив.

## География
Село Розино се намира на около 66 km север-северозападно от областния център град Пловдив, 22 km запад-северозападно от общинския център град Карлово и около 8 km изток-североизточно от град Клисура. Разположено е в южното подножие на Троянската планина – дял на Средна Стара планина. Южно от селото тече река Стряма (ляв приток на река Марица), която край Розино навлиза в Карловското поле.
Южният планински склон и речната долина определят преобладаващия южен наклон на терена в селото. Надморската височина в центъра на Розино при кметството и църквата е около 548 m. Климатът е преходно-континентален; почвите в землището са предимно кафяви планинско-горски. Природните условия благоприятстват отглеждането на етерично-маслодайни култури (маслодайна роза, мента и лавандула), лозарството, картофопроизводството, отглеждането на овце.
През Розино минава първокласният Подбалкански път (ГКПП Гюешево – Перник – София – Пирдоп – Карлово – Карнобат – Бургас). Общински път от Розино на югоизток през селата Слатина и Столетово се свързва в село Кърнаре с Подбалканския път.
Гара (спирка) на минаващата северно край Розино жп линия София – Карлово – Сливен – Варна има в северния край на селото.
Землището на село Розино граничи със землищата на: село Христо Даново на север и североизток; село Слатина на югоизток; град Клисура на юг и югозапад; село Рибарица на северозапад; село Чифлик на северозапад (граничен участък около 30 m).
Етническият състав на населението на село Розино по численост и дял на етническите групи според преброяването през 2011 г. е:
| Етнически групи     | Численост | Дял (в %) |
| Общо                | 4113      | 100       |
| Българи             | 1077      | 26,19     |
| Турци               | 1597      | 38,83     |
| Цигани              | 1177      | 28,62     |
| Други               | 5         | 0,12      |
| Не се самоопределят | 15        | 0,36      |
| Не отговорили       | 242       | 5,88      |

Към 15 март 2024 г. в село Розино има регистрирани: 4964 души по постоянен адрес; 4482 души по настоящ адрес; 4248 души по постоянен и настоящ адрес в същото населено място.
Числеността на населението на село Розино по данните от преброяванията от 1934 г. насам се променя както следва:
| \| Година на преброяване \| Численост \| \| --------------------- \| --------- \| \| 1934 \| 2438 \| \| 1946 \| 2400 \| \| 1956 \| 2646 \| \| 1965 \| 3314 \| \| 1975 \| 3758 \| \| 1985 \| 4006 \| \| 1992 \| 3887 \| \| 2001 \| 3919 \| \| 2011 \| 4113 \| \| 2021 \| 4228 \| |           |
| Година на преброяване | Численост |
| 1934 | 2438      |
| 1946 | 2400      |
| 1956 | 2646      |
| 1965 | 3314      |
| 1975 | 3758      |
| 1985 | 4006      |
| 1992 | 3887      |
| 2001 | 3919      |
| 2011 | 4113      |
| 2021 | 4228      |

## История
След Руско-турската война 1877 – 1878 г. по Берлинския договор 1878 г. село Розино – тогава с име Рахманларе, остава в Източна Румелия. Село Рахманларе е присъединено към България след Съединението 1885 г. При преброяването на населението през 1893 г. село Рахманларе, община Рахманларе, околия Карлово, окръг Пловдив има 1422 жители. Село Рахманларе е преименувано на Божѝдар (Божи-дар) през 1934 г. и на Розино – през 1951 г. И двата пъти новото име на селото е предлагано от Сава Дилинчев.
Селото е основано вероятно през XV век. В османотурски документи от 1576 г. и 1599 г. се споменава под имената Разманлу и Рахманлар. След потушаването на Априлското въстание 1876 г. в него се заселват много клисурци, а след Освобождението – и жители от други граничещи със селото райони, Троянско (Чифлик, Рибарица, Бели Осъм, Калейца), Копривщица, село Петрич (по предположение). През годините в селото се заселват и мюсюлмани. Към началото на XXI век населението на Розино е етнически разнообразно, включващо българи, турци, цигани (4 групи – йерлии, лингури, лаудари (лудари) и турски цигани), българи от пределите на днешна Албания, каракачани, власи.
В центъра на селото са разположени основните институции: кметство, читалище, църква, джамия и училище.

### Основно училище „Христо Г. Данов“
След Коледата на 1880 г. в селото се открива българско училище в частна къща. Първата учителка в него е Лала Рачибенева от Клисура. През 1882 българското население откупува едно дворно място в центъра на селото и започва строежа на училище и черква. Строежа на училището е завършен през 1883 г.
В новата училищна сграда учениците се увеличават до 4-то отделение и през учебната 1886/1887 г. е имало 25 ученици, от които 18 момичета и 7 момчета. Следващата учебна година има и 2 ученика в 1-ви клас (5 клас по ново).
През 1933 г. цялото село е в трудов подем за изграждане на новото училище. Същото се открива за учебната 1934/1935 година.
Старото училище(в църковния двор) остава само за професионални курсове и други общоселски мероприятия.
- Поща и кметство
- ОУ „Христо Г. Данов“
- Църква „Свети първомъченик Архидякон Стефан“
- Джамията на Розино

### Църква
Строежът на църквата „Свети първомъченик Архидякон Стефан“ е започнат през 1882 и завършен през 1884 г.

### Читалище „Звездица“
Читалище „Звездица“ е основано на 19 декември 1898 година нов стил, от учители и дейни жители на селото.
Още преди учредяването на читалището е обмислена възможността за театрален живот в същото, за това говори намерения в общинските архиви документ-постановление № 25 от 21 декември 1896 година на тогавашния Рахманларски Общински съвет, който решава да отпусне Общинския обор, след известни поправки за „Театрален салон за даване на вечеринки и други събрания“.
В обществения и стопански живот на селото читалището има неоспорван дял. Така например от своите бюджетни средства през 1919 година купува място за построяване на училищна сграда за 80 000 лв., а след това дава 40 000 лв. за нейното построяване. Читалището подпомага със средства основаването на кооперативната розоварна, като за укрепване на местната кооперация дава 32 000 лв. През 1939 година превръща пустеещи 220 дка. земи в прекрасни овощни градини.

#### Библиотека при читалище „Звездица“
След построяването на първата училищна сграда в Розино през 1883 г. започват да се събират средства за закупуване на книги за училищната библиотека. По онова време тя разполагала със 76 книги, 24 от които с научно съдържание. Дълго време тази библиотека била единствената в селото, тъй като основаното през 1898 година читалище нямало никаква материална база.
Библиотечното обслужване се извършвало от учителите, които раздавали книгите предимно на ученици. След основаването на читалището със средствата събрани от: влог, членски внос, театрални представления, трудови прояви и най-вече от дарения, библиотеката се разраства като в края на 20-те години на миналият век разполагала с над 1000 тома книги, които от 1924 до 1944 година раздава дългогодишният библиотекар Сава Дилинчев.
Библиотеката при читалището от 1944 година до 1965 се помещава е частни сгради.
В периода 1944 – 1989 г. библиотеката се субсидира от държавата, при което в Отдел култура – Карлово постъпват средства за закупуване на библиотечни документи и подобряване на материално-техническата ѝ база. Така фондът ѝ нараства и достига близо 15000 библиотечни единици.

## Религии
В селото се изповядва Православие, Протестантство (Евангелизъм) и Ислям.

## Обществени институции
Село Розино е център на кметство Розино.
В село Розино към 2025 г. има:
- читалище „Звездица“;[16][17]
- действащо общинско основно училище „Христо Г. Данов“;[18]
- православна църква „Свети Архидякон Стефан“;[19]
- джамия;[20]
- протестантски църкви (по косвена неофициална информация);[21]
- целодневна детска градина – филиал на Целодневна детска градина „Ана Козинарова“, Клисура.[22]
- пощенска станция.[23]

## Забележителности
Село Розино е в обхвата на защитената територия „Национален парк Централен Балкан“.
Останки от късноантичната и средновековна крепост Калето има на едноименното възвишение, на около 3,44 km югозападно по права линия от центъра на село Розино, 0,36 km южно от подбалканския път и 150 – 200 m северно от река Стряма.
Природна забележителност на селото е скалният феномен, наречен „Булският камък“. Той се намира на пътеката, която отвежда към хижа „Ехо“ на около километър север-северозападно от връх Юмрука (1819 m), от който – по непотвърдени сведения, при ясно време може да се види река Дунав през две живописни местности – Острова или Паниците. На запад от селото е Черни връх, а на северозапад е връх Вежен, откъдето извират реките Стряма, Въртопа, Бялата вода, а под него местностите Равна и Занога. Местният дял на Стара планина е един от най-богатите на водни ресурси, като почти във всяко дере тече поток или река. Други природни забележителности са „Човечетата“. Това са скали, намиращи се в балкана над селото, които, погледнати отдолу, приличат на малки човечета. Горите са богати на дивеч. В селото има минерален извор и баня.
В селото има нефункционираща фабрика за производство на козметика на предприятието „Българска роза“.

## Редовни събития
Всяка година през юни след приключването на розобера се отбелязва Празникът на розата. Хората отбелязват празника с танци и тържества.
Всяка неделя в селото става голям пазар, на който се събират много хора и от съседните села и градове.

## Други
Към 15.09.2022 г. Розино с населението си от 4469 души по настоящ адрес е най-голямото село в област Пловдив и шесто в България.